# Régis Donsimoni
Régis Donsimoni, né en 1974 à Grenoble, est auteur et dessinateur français de bande dessinée.

## Biographie
Actif depuis 2000, il débute avec le comics Al serial killer en deux tomes chez Glénat, sous le pseudonyme Rej, avec le scénariste Doom (pseudonyme de Dominique De Canales) qu'il retrouvera pour Symbiote en 2009.
À partir de 2002, avec Le Collège invisible scénarisé par Ange dont il dessine les 8 premiers tomes, il est révélé au grand public.
Il passe également par l'animation en étant l'auteur de la bible graphique pour Les Légendes de Tatonka en 2010.
En 2011, il crée sa propre série Angus, l'histoire d'un chat aventurier. Après 5 tomes, la série est annulée pour cause de mauvaises ventes. Le dessinateur rebondit en 2015 avec Hector, une bande dessinée humoristique scénarisée par Marc Dubuisson, qui reçoit le prix des écoles d'Angoulême 2016.